# Rookies & Kings
Rookies & Kings egy német-olasz lemezkiadó vállalat, melynek székhelye Münchenben és Brixenben található. A társaság alapítói és tulajdonosai Philipp Burger (a Frei.Wild zenekar énekese) és menedzsere Stefan Harder.

## A kiadó története
A Frei.Wild zenekar 2008-ig az Asphalt Records-nál adta ki lemezeit. A zenekar hamburgi koncertjén ismerte meg Stefan Hardert, aki korábban a Universalnál dolgozott. 2009-ben Philipp Burger és Harder megalapította a Rookies & Kings-et. Az első lemez, melyet a kiadó jelentetett meg a Frei.Wild Hart am Wind című albuma volt, mellyel először sikerült slágerlistás helyezést elérniük. Később további zenekarok is leszerződtek a kiadóval. Az első szerződést Raven Henley-vel kötötték. Őt az Unantastbar és a Serum 114 követte. A deutschrockot játszó zenekarok mellett hard rock zenekarral, mint a SpitFire és gothic rock zenekarral, mint a Mono Inc. is leszerződtek. 2012 óta az SPV GmbH forgalmazza a kiadó lemezeit.
A lemezkiadáson kívül a Rookies & Kings a zenekarok egyéb termékeit is értékesíti (merchandising). A kiadó két stúdiót tart fent, egyet Dessauban, egyet Dél-Tirolban. Emellett van egy üzletük is Brixenben, a Rookies & Kings Underground Store.

## A kiadó előadói
| - Alles mit Stil - Artefuckt - Bad Jokers - BRDigung - Frei.Wild - Goitzsche Front - Grenzenlos - King Kongs Deoroller - Local Bastards - Martino Senzao (MS) - Männer der Berge - Raven Henley - Rockwasser - SpitFire - Stunde Null - Unantastbar - Wilde Flamme | - Hämatom - Mono Inc. - Matt Gonzo Roehr - Serum 114 - Wilde Jungs |

## Fordítás
- Ez a szócikk részben vagy egészben  a   Rookies & Kings című német Wikipédia-szócikk ezen változatának fordításán alapul.  Az eredeti cikk szerkesztőit annak laptörténete sorolja fel. Ez a jelzés csupán a megfogalmazás eredetét és a szerzői jogokat jelzi, nem szolgál a cikkben szereplő információk forrásmegjelöléseként.